# Croisy
Croisy é uma comuna francesa na região administrativa do Centro, no departamento Cher. Estende-se por uma área de 13,38 km². Em 2010 a comuna tinha 160 habitantes (densidade: 12 hab./km²).